# Чемпіонат Європи з хокею із шайбою 1923
Чемпіонат Європи з хокею із шайбою 1923 — 8-й чемпіонат Європи з хокею із шайбою, який проходив у Бельгії з 7 березня по 11 березня 1923 року. Матчі відбувалися у місті Антверпен.

## Результати
7 березня
| Команда #1 | Результат | Команда #2     |
| ---------- | --------- | -------------- |
| Франція    | 4:1       | Бельгія        |
| Швеція     | 4:2       | Чехословаччина |

8 березня
| Команда #1 | Результат | Команда #2 |
| ---------- | --------- | ---------- |
| Бельгія    | 3:2       | Швейцарія  |
| Швеція     | 4:3       | Франція    |

9 березня
| Команда #1 | Результат | Команда #2     |
| ---------- | --------- | -------------- |
| Франція    | 2:1       | Чехословаччина |
| Швеція     | 6:0       | Швейцарія      |

10 березня
| Команда #1 | Результат | Команда #2     |
| ---------- | --------- | -------------- |
| Бельгія    | 0:3       | Чехословаччина |
| Франція    | 4:2       | Швейцарія      |

11 березня
| Команда #1     | Результат | Команда #2 |
| -------------- | --------- | ---------- |
| Чехословаччина | 10:3      | Швейцарія  |
| Бельгія        | 1:9       | Швеція     |

## Підсумкова таблиця
|                | М | В | Н | П | Ш    | Очк |
| -------------- | - | - | - | - | ---- | --- |
| Швеція         | 4 | 4 | 0 | 0 | 23:7 | 8   |
| Франція        | 4 | 3 | 0 | 1 | 13:8 | 6   |
| Чехословаччина | 4 | 2 | 0 | 2 | 16:9 | 4   |
| Бельгія        | 4 | 1 | 0 | 3 | 5:18 | 2   |
| Швейцарія      | 4 | 0 | 0 | 4 | 7:23 | 0   |

## Найкращий бомбардир
Леон Куалья (Франція)  — 10 голів.
| Чемпіон Європи 1923 Швеція Другий титул |